# Municipio de Anderson East
El municipio de Anderson East (en inglés: Anderson East Township) es un municipio ubicado en el condado de McDonald en el estado estadounidense de Misuri. En el año 2010 tenía una población de 1789 habitantes y una densidad poblacional de 46,5 personas por km².

## Geografía
El municipio de Anderson East se encuentra ubicado en las coordenadas 36°39′24″N 94°25′11″O / 36.65667, -94.41972. Según la Oficina del Censo de los Estados Unidos, el municipio tiene una superficie total de 38.47 km², de la cual 38.47 km² corresponden a tierra firme y (0%) 0 km² es agua.

## Demografía
Según el censo de 2010, había 1789 personas residiendo en el municipio de Anderson East. La densidad de población era de 46,5 hab./km². De los 1789 habitantes, el municipio de Anderson East estaba compuesto por el 85.97% blancos, el 0.5% eran afroamericanos, el 4.7% eran amerindios, el 0.5% eran asiáticos, el 0.78% eran isleños del Pacífico, el 4.02% eran de otras razas y el 3.52% pertenecían a dos o más razas. Del total de la población el 8.05% eran hispanos o latinos de cualquier raza.